# Ovidio Guzmán López
Ovidio Guzmán López (29 de març de 1991), sobrenomenat El Ratón «El Ratolí» o El Nuevo Ratón «El Nou Ratolí», és un presumpte narcotraficant mexicà i membre d'alt rang del Càrtel de Sinaloa, una organització criminal amb seu a Sinaloa. És el fill de Joaquín «El Chapo» Guzmán, qui fou considerat el narcotraficant més buscat de Mèxic.
Es creu que Guzmán López ha estat involucrat en el negoci de narcotràfic del seu pare des que era un adolescent, i que va ascendir a les files del Càrtel de Sinaloa després de l'arrest del seu pare. Hom creu que dirigeix el càrtel juntamt amb els seus germans Iván Archivaldo Guzmán i Jesús Alfredo Guzmán, i amb Ismael Zambada García, per la qual cosa el 8 de maig de 2012, Ovidio Guzmán va ser sancionat de conformitat amb la Kingpin Act dels Estats Units.
El febrer de 2019, les autoritats nord-americanes van acusar Ovidio Guzmán de conspiració per importar i distribuir drogues il·legals. Després que jutge federal a Washington DC emetés una ordre per al seu arrest i extradició, Guzmán López va ser arrestat breument a Culiacán, Sinaloa, per membres de la Guàrdia Nacional de Mèxic el 17 d'octubre de 2019, la qual cosa va desencadenar diversos enfrontaments armats a la ciutat.
Els homes armats del càrtel van amenaçar amb una matança de civils, inclòs un atac a un complex d'apartaments que albergava els familiars del personal militar local. Hores després, Guzmán López va ser alliberat, amb el president de Mèxic, Andrés Manuel López Obrador, dient que donava suport a la decisió per evitar un «bany de sang» i protegir la vida dels ciutadans.
El 5 de gener de 2023, les autoritats van tornar a detenir Guzmán López al barri de Jesús María de Culiacán en una operació conjunta de l'exèrcit, la Guàrdia Nacional, la Secretaria de Defensa Nacional i la Secretaria de la Marina. Va ser traslladat primer a les oficines del fiscal especial del crim organitzat de la Fiscalia General a Ciutat de Mèxic, i després portat en helicòpter a la presó federal de màxima seguretat d'Altiplano a Almoloya de Juárez. Després de la detenció, els membres armats del Càrtel van provocar múltiples aldarulls a Sinaloa i Sonora, amb una trentena de persones mortes.